# باس-هام
باس-هام (به فرانسوی: Basse-Ham) یک کمون در فرانسه است که در Canton of Metzervisse واقع شده‌است.

## خصوصیات
باس-هام ۱۰٫۰۵ کیلومترمربع مساحت و ۲٬۲۰۹ نفر جمعیت دارد.